# 収入印紙

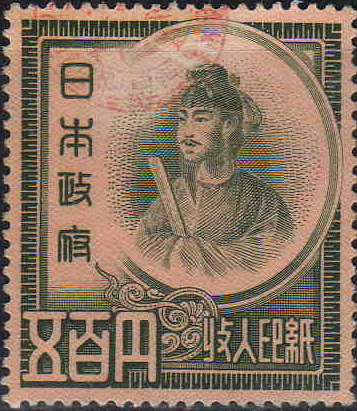
聖徳太子を描く収入印紙（1948年発行）

収入印紙（しゅうにゅういんし）とは、国庫収入となる租税・手数料その他の収納金の徴収のために政府が発行する証票。租税や手数料の支払いの証明となる印刷物（紙片）であり、領収書や申請書などの対象書類や対象商品に貼付して用いる。収入印紙は略して印紙と呼ばれる場合が多い。

## 欧州の収入印紙

### 歴史
世界で初めて収入印紙が制度化されたのはオランダで1624年のことである。ただし、これは文書に型押し（エンボス）を行って証明するもので印刷物（紙片）の形態ではない。印紙税（stamp duty）はヨーロッパで誕生した制度であるが、当初は証書にエンボスを施したり、新聞に直接印刷して納税を証明していた。収入印紙が印刷物（紙片）の形態となるのは18世紀末のイギリスで、物品税の納付証明として課税対象の物品に直接貼り付けられるように考案されたといわれている。

### 収入印紙と郵便切手
近代に入ると収入証紙をはじめとする様々な印紙や証紙が発行されるようになった。印紙・証紙類の一種である郵便切手は郵便料金が支払われていることを証明するもので1840年にイギリスで世界で初めて発行された。英語では収入印紙はrevenue stamp、郵便切手はpostage stampといい、ともにstampである。一般的には収入印紙と郵便切手は別のものとして発行されている。しかし、イギリスなど一部の国ではかつて切手と印紙に共通のもの（兼用証紙）が使用されていたこともある。切手収集では印紙も収集対象とされる場合もある。

## 日本の収入印紙
収入印紙は本来は領収書や契約書に貼付して印紙税を納付するためのものであるが、申請書に貼付して租税や手数料の支払いを証明するためにも用いられている。後者には、政府に対する各種許可申請の際の手数料、罰金、訴訟費用、不動産登記における登録免許税の支払いなどがある。各種国家試験（司法試験、司法書士試験、測量士・測量士補試験、航空従事者試験、土地家屋調査士試験、公認会計士試験、税理士試験、高卒認定試験等）の受験手数料の支払いにも利用されるが、外部委託により実施される国家試験（電気主任技術者、無線従事者、工事担任者等）では、試験合格後の免状等の交付申請の際に用いられる。
額面は1・2・5・10・20・30・40・50・60・80・100・120・200・300・400・500・600・1,000・2,000・3,000・4,000・5,000・6,000・8,000・10,000・20,000・30,000・40,000・50,000・60,000・100,000円の31種類発行されている。手数料の額と同じになるように1円から用意されており、最高額は10万円である。中でも200円の物が最も普及している。
印紙税納付のための印紙を誤って貼付した場合は、剥がさずに誤納付として、所轄の税務署に還付を請求することとなっている。一方、諸手数料の支払いのための印紙を、誤って書類に貼った場合は還付の対象とはならない。また、手数料の支払いの場合、貼付する印紙の金額が納入すべき額と相違していると、不足の場合はもちろん多過ぎる場合も「書類不備」の扱いとなるため、やむを得ず手数料よりも多めの金額を貼る場合は、申請者が書類に「過納承諾」と朱記捺印しておく必要がある（ただし、余剰額は返戻されない）。
収入印紙は、郵便局で販売されている。さらに日本郵便から委託を受けた「郵便切手類及び印紙の販売所」又は「収入印紙売りさばき所」の指定を受けた店（郵便マークの下向き棒の左側に「切手 はがき」、右側に「収入印紙」と書かれた看板を掲げている）で購入することができる。この売りさばき所は、一部のコンビニエンスストア・スーパーマーケットも委託されている。法務局（登記所）内において、登記の便のために収入印紙の購入が可能なところが多いが、これは行政機関としての法務局（登記所）が販売しているのではなく、場所の使用許可を受け「収入印紙売りさばき所」の指定を受けた団体（ほとんどは「一般財団法人民事法務協会」）が販売している。

### 歴史
印紙・証紙類の制度は西洋から導入されたもので、日本では1872年（明治5年）に納税印紙が発行された。ちなみに郵便切手はその前年の1871年に発行されている。初期には民間の印刷職人が製造していたが、1876年に大蔵省の印刷工場（のちの国立印刷局）が完成してからは、国が発行する印紙・証紙類はすべて印刷局で製造されている。

### 収入印紙のデザイン等
ここでは、現在発行中のものについて記す。30円以上のものは桜のデザイン（30円から100円までは1輪、120円以上は3輪咲いているデザイン）で、上部に「収入印紙」の文字が、下部に額面がアラビア数字で記されている。1,000円以上のものは、それ未満のものと比べてサイズが一回り大きい。同一デザインのものでも、額面によって印刷色が異なる。20円以下のものは、中央に額面が漢数字で記され、デザインは額面によって別々の模様となっている。
偽造が後を絶たないことから、2018年6月1日に公布された収入印紙の形式の一部を改正する件（平成30年財務省告示第146号）により、200円以上の券面で偽造防止技術を施された新デザインに変更され、同年7月1日より適用と販売が開始された。新デザインの販売開始以降も、旧デザインは在庫が切れるまで引き続き販売され、使用も可能である。

### 記念収入印紙
郵便切手が数多くの記念切手を発行しているのに対し、記念収入印紙は、1973年に発行された「印紙制度施行100年記念収入印紙」（20円）が唯一である。

### 収入印紙以外の印紙・証紙類
外観上は、収入印紙に似ている各種の印紙が存在するが、それぞれの印紙は収納先や目的が異なり相互に互換性はなく、指定されている種類の印紙を貼付する必要がある。
- 収入証紙
道府県への手数料などの納付に際して用いられる「収入証紙」がある（東京都は2011年3月31日をもって通用停止、その他の府県も広島県・大阪府・鳥取県は廃止され、それぞれ現金もしくは納付書による払込みになっている）。収納先が違うため双方に互換性はなく（印紙は各省庁の歳入徴収官、証紙は都道府県会計管理者）、「収入印紙」を都道府県への、「収入証紙」を国への支払いに用いることはできない。身近な例としては、日本国内での日本国旅券の発給は、日本国政府の法定受託事務として都道府県が行っているため、旅券発給申請書には、国の収入印紙及び都道府県の収入証紙を、それぞれ指定された額だけ貼付することが定められており、一方で他方を代用することはできない。
- 特許印紙
特許、実用新案登録、意匠登録、商標登録等に際して特許庁に各種料金を納付するために、特許印紙が用いられる。収入印紙を代わりに使用することはできない。
- 自動車検査登録印紙
車検や各種登録申請の際に、国に手数料を納付するためのもの。2008年1月4日から手数料の納付は、自動車検査登録印紙と自動車審査証紙（自動車技術総合機構の証紙）との2種類によることとなり、相互に流用することができない。
- 自動車重量税印紙
車検の際に、自動車重量税印紙を所定の用紙に貼付けて自動車重量税を納税するために用いられる。
- 雇用保険印紙
雇用保険法における、日雇労働被保険者が所有する手帳に印紙を貼ることによって保険料を納付するために用いられる。日雇いの項目も参照。
- 健康保険印紙
健康保険法における、日雇特例被保険者が所有する手帳に印紙を貼ることによって保険料を納付するために用いられる。日雇健康保険の項目も参照。
- 退職金共済証紙
中小企業退職金共済法における、特定業種退職金共済被共済者が所有する手帳に証紙を貼ることによって掛金を納付するために用いられる。建設業退職金共済（建退共）、清酒製造業退職金共済（清退共）、林業退職金共済（林退共）がある。勤労者退職金共済機構の項目も参照。
- 登記印紙
2010年度まで、登記事項証明書等の請求の際などの手数料の支払いには、「登記印紙」が使用されていた。これはこの手数料が、法務省の管轄する登記特別会計の歳入だったためである。廃止され一般会計に組み込まれたため、2011年4月1日以降は収入印紙での支払いとなった。既に発行された登記印紙は当面の間有効。

### 消印

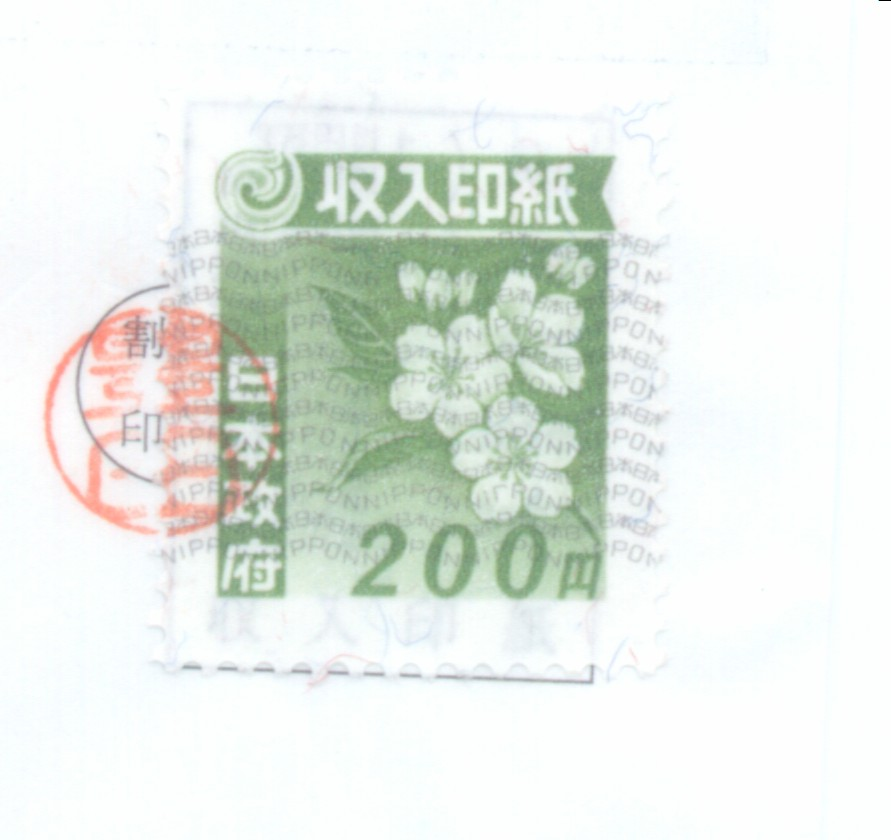
消印済の収入印紙

課税文書に収入印紙を貼付してから文書と印紙にまたがって押印（割印）または署名するという行為（印紙税法上は「印紙を消す」という）を消印という。課税文書に貼付した収入印紙を剥がして再利用する不正行為を防止するため、法令で印紙を消す方法が規定されている。
- 印紙税法第8条（印紙による納付等） 
2 課税文書の作成者は、前項の規定により当該課税文書に印紙をはり付ける場合には、政令で定めるところにより、当該課税文書と印紙の彩紋とにかけ、判明に印紙を消さなければならない。
- 印紙税法施行令第5条（印紙を消す方法） 
課税文書の作成者は、法第八条第二項の規定により印紙を消す場合には、自己又はその代理人（法人の代表者を含む。）、使用人その他の従業者の印章又は署名で消さなければならない。
- 消印せずに申請する場合
各種の申請様式で「印紙は消印しないこと」と記載する場合があり、その場合は申請者が消印してはならない。これは申請書を受理した官公庁などにおいて、担当官吏が印紙による料金の納付の事実を確認してから職務で消印するためである。

### 法的保護
- 印紙犯罪処罰法
印紙犯罪処罰法（明治42年法律第39号）は、行使の目的をもって政府の発行する印紙を偽造・変造する行為等を処罰する。
- 印紙等模造取締法
印紙等模造取締法（昭和22年法律第189号）により、政府の発行する印紙に紛らわしい外観を有する物を製造・輸入・販売・頒布・使用した者は、1年以下の懲役又は5万円以下の罰金に処せられる（同法1条1項、2条）。ただし、使用目的を定めて財務大臣の許可を受けたものの製造・輸入・販売・頒布・使用には適用されない（同法1条2項）。

### 収入印紙と消費税
「国内において事業者が行つた資産の譲渡等」について広く課税される消費税であるが（消費税法第4条第1項）、郵便局やその他の売り渡し場所で行われた収入印紙の取引については消費税が課されない（同法別表第一 四号イ）。それ以外の場所(金券ショップなど)での取引については、収入印紙であっても消費税が課されることとなる（もっとも、本体価格は額面よりは安い）。また金券ショップで買い取りの場合、買取価格に消費税が含まれているとして仕入れ控除の対象になるので、実質的に消費税の対象となるのは金券ショップの利ザヤぶんである。

### 偽造・変造
- 1951年10月、川崎市警察本部は、通商産業省化学局の職員ら2人を郵便切手類売さばき所及び印紙売さばき所に関する法律[6]違反で逮捕。勤務先から使用済みの収入印紙を盗み出してインク消しで変造、3-4割の値段で売りさばいていたもの[7]。